# Minute Maid

Logo

Minute Maid is een handelsnaam voor dranken, meestens gebaseerd op geconcentreerde vruchtensappen. Het is een merk van The Coca-Cola Company. In Centraal-Europa wordt het merk verkocht als Cappy, in Duitsland staat het bekend onder de naam Fruitopia. Minute Maid was in de Verenigde Staten het eerste bedrijf dat geconcentreerd sinaasappelsap verkocht. 

## Geschiedenis
In 1945 ontwikkelde de National Research Corporation (NRC) in Boston een methode om sinaasappelsap in poedervorm te verkrijgen door middel van een vacuümproces. Het Amerikaanse leger had in het kader van de krijgsinspanning 500.000 pond van het spul nodig, en om dat aan te kunnen leveren creëerde de NRC een dochteronderneming, de Florida Food Corporation, om aan deze behoefte te voldoen. De oorlog eindigde echter voordat zelfs de fabriek voltooid was, maar met de hulp van enkele investeerders werd deze toch voltooid en werd de publieksmarkt aangesproken. In plaats van sinaasappelsap poeder werd diepgevroren sinaasappelconcentraat verkocht. Een marketingbureau bedacht de naam Minute Maid, een hint naar de snelle bereiding van het product. In de snelgroeiende markt na de Tweede Wereldoorlog bleek dit een gouden greep te zijn, en Minute Maid werd al snel in gehele VS en daarbuiten verkocht.
In 1960 werd het bedrijf aangekocht door de Coca Cola company.
Het hoofdkwartier bevindt zich in Houston, Texas, alwaar 2200 mensen werken.

## Minute Maid Producten in België
Al deze producten worden geproduceerd door Coca Cola Belgium. De import begon omstreeks 1950.
Enkele soorten hiervan zijn:
- Minute Maid Sinaasappel
- Minute Maid Roze Pompelmoes
- Minute Maid Roze Pompelmoes met pulp
- Minute Maid Tomaat
- Minute Maid Ananas
- Minute Maid Appel
- Minute Maid Appel-Kers
- Minute Maid Tropical
- Minute Maid Multivitamines
- Minute Maid 7 Fruits of the World
- Minute Maid Limon&Nada
- Minute Maid Appel Kaneel